# Atractus indistinctus
Atractus indistinctus là một loài rắn trong họ Colubridae. Loài này được Prado mô tả khoa học đầu tiên năm 1940.